# Rigid-Koaxialkabel
Rigid-Koaxialkabel sind eine Gruppe von Koaxialkabeln, welche durch einen starren (englisch rigid) Außenleiter bzw. Innenleiter in Form metallischer Rohre gekennzeichnet sind. Selten wird der deutsche Begriff „Festmantel-Koaxialkabel“ verwendet.
Der Vorteil von Rigid-Koaxialkabeln besteht darin, dass die Leckstrahlung und die Dämpfung, vor allem bei höheren Frequenzen im GHz-Bereich, geringer als ist bei flexiblen Koaxialkabeln. Dadurch können größere Leistungen übertragen und höhere Schirmdämpfungen erzielt werden.
Der Nachteil ist aufgrund der Steifigkeit die aufwändige Verarbeitung, und der Einsatzbereich ist auf Festinstallationen beschränkt, wo nach der Installation keine (weitere) mechanische Beweglichkeit des Koaxialkabels notwendig ist.

## Arten

### Semi-Rigid Koaxialkabel

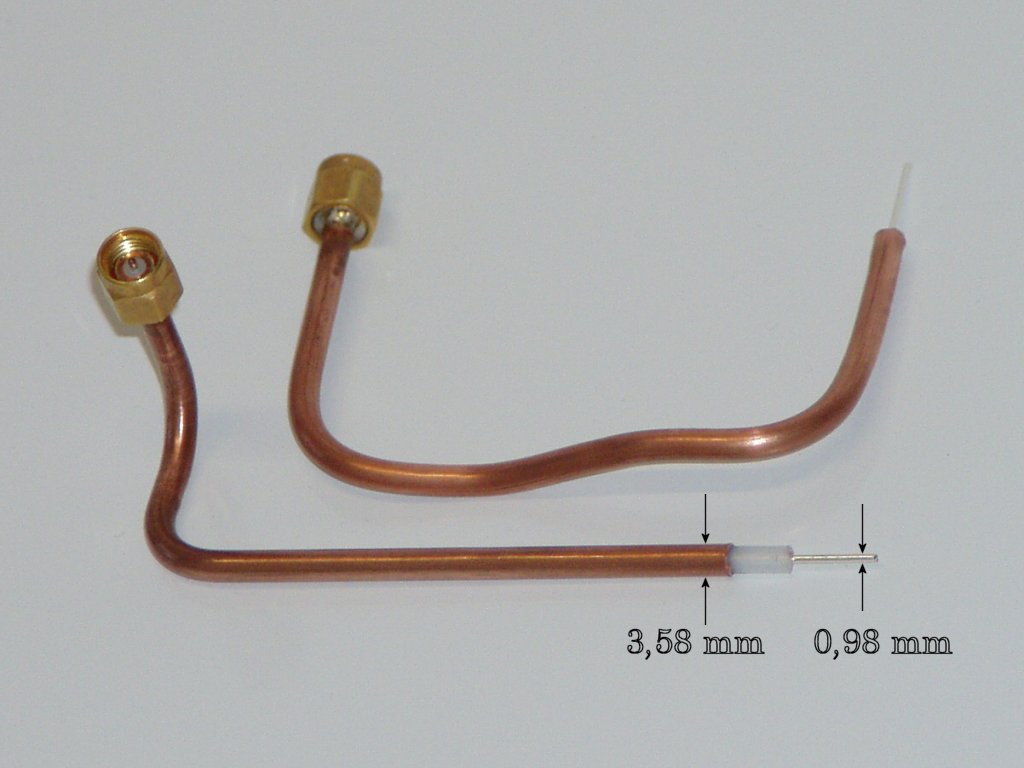
Semi-Rigid-Kabel mit angelöteten SMA-Steckern

Semi-Rigid-, d. h. halbstarre Koaxialkabel werden vor allem im Frequenzbereich von einigen GHz bis zu einigen 10 GHz eingesetzt. Die Form der Kabel kann im Rahmen der Kabelkonfektionierung durch Biegung an entsprechenden Biegelehren festgelegt werden, danach ist eine Formänderung im Allgemeinen nicht mehr möglich. Das Kabel ist im Regelfall ohne eine äußere Isolierung ausgeführt.
Typische Durchmesser liegen im Bereich von 1,5 bis 5 mm. Das Dielektrikum besteht praktisch immer aus Teflon. Der Außenleiter kann beispielsweise direkt mit entsprechenden SMA-Steckverbindern verlötet werden, wie in nebenstehender Abbildung dargestellt. Bei stärkeren Kabeln übernimmt der Innenleiter auch die Rolle als Steckerstift bei SMA-Verbindern. Die Oberfläche der Kabel kann, auch bei Aluminium-Außenleiter, verzinnt sein.
Anwendung in der Hochfrequenztechnik beispielsweise bei Sendern mit Sendeleistungen bis zu einigen 100 W.
Ein Beispiel eines Semi-Rigid Koaxialkabels ist das RG402/U mit folgenden Daten:
| Parameter        | Wert          |
| ---------------- | ------------- |
| Impedanz         | 50 Ω          |
| Außendurchmesser | 3,6 mm        |
| Innenleiter      | Draht, AWG 19 |

### Rigid-Line Koaxialkabel
Rigid-Line Koaxialkabel bestehen aus festen, in ihrer Form unveränderlichen Elementen wie geraden Kabelstücken, Winkelelementen, Klemmelementen und Steckern. Sie können im Gegensatz zu den Semi-Rigid-Koaxialkabeln nicht durch Biegung in Form gebracht werden. Sowohl der Innenleiter als auch der Außenleiter besteht aus je einem metallischen Rohr. Der Bereich dazwischen ist nicht mehr durchgängig mit dem Dielektrikum wie Teflon gefüllt – stattdessen werden in fixen Abständen Abstandshalter in Form von Teflon-Scheiben eingesetzt, der restliche Bereich des Dielektrikums besteht aus Luft.
Rigid-Line Koaxialkabel sind auf die Übertragung großer HF-Leistungen bis in den Bereich über 100 kW ausgelegt und werden daher bevorzugt beispielsweise im Bereich der Endstufen von Rundfunksendern eingesetzt.
Rigid-Line Koaxialkabel werden mit folgenden üblichen Abmessungen eingesetzt:
|        | Durchmesser (mm) | Durchmesser (mm) | Durchmesser (mm) | Durchmesser (mm) |
|        | Außenleiter      | Außenleiter      | Innenleiter      | Innenleiter      |
| Größe  | außen            | innen            | außen            | innen            |
| ------ | ---------------- | ---------------- | ---------------- | ---------------- |
| 0 7/8" | 022,2            | 020,0            | 08,7             | 07,4             |
| 1 5/8" | 041,3            | 038,8            | 16,9             | 15,0             |
| 3 1/8" | 079,4            | 076,9            | 33,4             | 31,3             |
| 4 1/2" | 106,0            | 103,0            | 44,8             | 42,8             |
| 6 1/8" | 155,6            | 151,9            | 66,0             | 64,0             |